# Mark Hart
Pour les articles homonymes, voir Hart.
Mark Hart (né le 2 juillet 1953) est un musicien et multi-instrumentiste américain connu pour être membre à la fois de Supertramp (1986-1988, 1996-2002, 2015-présent) et de Crowded House (1993-1996, 2007, 2019). Il a aussi participé à une tournée avec le All Starr Band de Ringo Starr, il a composé des musiques de films et est producteur de disques.

## Biographie
Mark Hart est né le 2 juillet 1953 à Fort Scott, au Kansas, et y a grandi. Il a un frère aîné, Kelly, et une sœur aînée, Millicent. Dès l'âge de sept ans, Hart a suivi des cours de piano et a ensuite appris la guitare quelques années plus tard. Il a étudié la musique classique à l'université, puis a travaillé comme musicien de session à plein temps avec divers artistes. En 1982, il a formé Combonation qui a publié son unique album éponyme en 1984 sur Warner Bros. Records - disque produit par Ted Templeman (Van Halen). Hart assurait le chant, la guitare et les claviers - les autres membres étaient Steve Dudas à la guitare, Randy Foote aux percussions et chœurs, Rick Moors à la basse et Billy Thomas à la batterie et aux chœurs. 
Mark a commencé son association avec le groupe rock britannique Supertramp en 1986, initialement en tant que musicien de studio et en tournée. Il a joué la guitare, les claviers, le chant et les chœurs pour leur album Free as a Bird, qui a été publié en octobre 1987.
Hart partageait également le même manager que Crowded House, qui lui ont suggéré de remplacer leur claviériste Eddie Rayner lors d'une session de travail pour le groupe après avoir eu des difficultés avec Rayner. En 1991, Hart a contribué à l'album Woodface en tant que musicien de session, rejoignant plus tard le groupe en tant que membre en tournée après le départ de Tim Finn. En 1993, Hart a été crédité comme membre à part entière sur leur album Together Alone. Il est resté avec le groupe après le décès du batteur et membre fondateur Paul Hester, et il apparaît avec les deux autres fondateurs du groupe,  Neil Finn et Nick Seymour, sur les photos de la pochette de Recurring Dream, l'album des plus grands succès, publié en 1996. Hart a joué avec le groupe lors de leur concert d'adieu sur les marches de l'opéra de Sydney en novembre 1996, connu sous le titre de Farewell To The World.
En 1993, Hart a contribué au premier album, Hang Out Your Poetry, de Ceremony (voir Chaz Bono), assurant des parties de guitare électrique, harmonium, Mellotron, orgue, orgue Hammond, piano, choeurs. Cette même année, Tim Finn publie son album solo, Before & After, avec les contributions instrumentales de Hart et de son ancien complice de Combonation, Steve Dudas. Sur cet album, Hart a également coproduit deux chansons avec Finn. 
Après la première dissolution de Crowded House, Hart a déclaré qu'il pensait que le groupe avait plus à offrir. Il a ensuite rejoint Neil Finn sur scène pour certains de ses concerts solo en soutenant son premier album solo Try Whistling This en 1998. Après cela, Hart a rejoint Supertramp et a produit plus de chansons pour Tim Finn. En 2001, Hart a sorti son premier album solo Nada Sonata - un deuxième The Backroom suivra en 2014. Hart a écrit les musiques des films "Life Among the Cannibals" (1996) et "Mockingbird Don't Sing" (2001), tous deux réalisés par Harry Bromley Davenport.
En janvier 2007, Neil Finn a annoncé le retour de Crowded House avec Hart, Nick Seymour, et un nouveau batteur, Matt Sherrod (ex-Beck). Ils ont sorti un nouvel album, Time on Earth, et se sont lancés dans une tournée mondiale d'un an. Le disque était initialement destiné à être le troisième album solo de Finn, mais a été converti en un album de Crowded House à la fin des sessions d'enregistrement. Hart n'a contribué que sur quatre chansons du nouvel album. Lui et Sherrod ont tous deux contribué pleinement au disque suivant, Intriguer, sorti en juin 2010, ainsi qu'aux suppléments DVD de cet album. Après cela, le groupe a fait une pause indéfinie bien qu'il ait rejoué à Sydney en 2016.
Peu de temps après avoir annoncé que Crowded House se produirait au Byron Bay Bluesfest en 2020, Hart a annoncé via son compte Twitter que Neil Finn avait choisi de ne plus l'inclure dans le groupe.
Mark était également membre du groupe de Ringo Starr sur deux albums de ce dernier.

### Discographie
Combonation
- Singles : 
- 1984 : Girls Like You / Hazardous Conditions
- 1984 : It's All Over Sue/Nature Of The Beast

- Album : 
- 1984 : Combonation de Combonation - Mark guitares, claviers et chant

Supertramp
- 1987 : Free as a Bird
- 1988 : Live '88
- 1992 : The Very Best of Supertramp: Volume 2 - Sur Free As a Bird
- 1997 : Some Things Never Change

Crowded House
- 1993 : Together Alone - Mark guitares, claviers, chant
- 2006 : Farewell to the World - Album live
- 2007 : Time On Earth - Claviers, guitares et chœurs
- 2010 : Intriguer - Piano, guitares et chant

Crème Anglaise
- 2006 : Crème Anglaise

Solo
- 2001 - Nada Sonata
- 2014 - The Backroom

Collaborations
- 1989 : The Long Shot de Heads Up - Avec Scott Gorham, Bob Siebenberg, Marty Walsh, Brad Cole, etc.
- 1991 : Woodface de Crowded House - Mark claviers en tant qu'invité
- 1992 : Time Takes Time de Ringo Starr - Mark sur 4 chansons
- 1993 : Hang Out Your Poetry de Ceremony (Chastity Bono) - Mark claviers, guitares et chœurs
- 1993 : Before & After de Tim Finn - Mark claviers, guitares et chant
- 2007 : Ringo Starr: Live at Soundstage de Ringo Starr - Mark claviers, chœurs

Musiques de films
- 1991 : Life Among the Cannibals - Film de Harry Bromley-Davenport
- 2001 : Mockingbird Don't Sing - Film de Harry Bromley-Davenport